# Sulfafenazol
Sulfafenazolul este un antibiotic din clasa sulfamidelor, derivat de pirazol, ce a fost experimentat pentru tratamentul leprei și a fost utilizat în tratamentul infecțiilor genito-urinare.